# Nulla pont
A Nulla pont László Zoltán 2009-ben a Galaktika Fantasztikus Könyvek sorozatban megjelent fantasztikus regénye.

## Történet
|  | Alább a cselekmény részletei következnek! |

A történet Nagatén, egy tolkieni fantasy világban játszódik. A hatalmas város megszámlálhatatlan kerületre bontható, amelyek azonban az állandóan változó utcák miatt nem érintkeznek egymással közvetlenül. Negyven év telt el azóta, hogy a földi emberek egy csoportja átlépett a dimenziókapun és ezzel örökre megváltoztatta Nagate életét.
A történet egy különös varázstárgy (a Pecséttörő) körül bonyolódik, amit a nagy hatalmú behemót nagykereskedő, Erdeve Befar és a grogarista forradalmár, Ciasak egyaránt meg akar szerezni. Az ismeretlen eredetű varázseszközt azonban nem csak ők akarják megkaparintani, hanem két háborút viselő fél: a Kapu és a Szövetségesek is. Ám azt egyikük sem tudja, hogy ez a rejtélyes gömb nem csupán önmagában értékes, de általa lehetőség nyílik megismerni a városvilág titkait, rendeltetését, talán még befolyásolni is lehetne vele Nagate sorsát.
|  | Itt a vége a cselekmény részletezésének! |

## Szereplők
- Erdeve Belfar, behemót[1] nagykereskedő
- Ciasak, grogarista forradalmár
- Del Naja, varázseszköz-szakértő
- Vizo elnök
- Horta, Belfar fia
- Uonhell, forradalmár, Ciasak egykori felesége
- Omera százados